# Йона Лендеринг
Йона Лендеринг (на нидерландски: Jona Lendering) е нидерландски историк, журналист, блогър и автор на книги по антична и нидерландска история. Лендеринг има магистърска степен по история от Лайденския университет и магистърска степен по средиземноморска култура от Амстердамския свободен университет.

## Биография
Йона Лендеринг е роден на 29 октомври 1964 г. в град Бенеден-Леувен, провинция Гелдерланд. След като завършва магистратурите си, започва работа като преподавател в Амстердамския свободен университет. По-късно работи и като архивист за нидерландското правителство.
Лендеринг е един от основателите „Livius Onderwijs“, училище за преподаване на история със седалище в Амстердам и с клонове и в други нидерландски градове. Училището разполага с осем преподаватели и в него се обучават около 500 ученици на година.
В своята биография на Александър Велики, публикувана през 2004 г., Лендеринг се стреми да използва по-широко персийски и вавилонски източници, отколкото неговите колеги историци. Това му носи похвали от критиците, които обаче изтъкват, че тези източници са много по-малко като брой и по-малко богати като информация от гръко-римските източници и че хвърлят светлина само върху някои подробности от живота на Александър.
От 1996 г. Лендеринг поддържа Livius.org – уебсайт, който съдържа много статии по древна история. Също така си сътрудничи с LacusCurtius.

## Избрана библиография
- Een interim-manager in het Romeinse Rijk. Plinius in Bithynië (1999)
- De randen van de aarde. De Romeinen tussen Schelde en Eems (2000)
- Archeologie van de futurologie (2000)
- Stad in marmer. Gids voor het antieke Rome aan de hand van tijdgenoten (2002)
- Alexander de Grote. De ondergang van het Perzische rijk, (2004)
- Polderdenken. De wortels van de Nederlandse overlegcultuur (2005)
- Oorlogsmist. Veldslagen en propaganda in de Oudheid (2006)
- Vergeten erfenis. Oosterse wortels van de westerse cultuur (2009)
- Spijkers op laag water. Vijftig misverstanden over de Oudheid (2009)
- (съвместно с Arjan Bosman) De Rand van het Rijk. De Romeinen en de Lage Landen (2010), ISBN 9789025367268
- Het visioen van Constantijn (2018), with Vincent Hunink, Utrecht: Omniboek, ISBN 9789401913096
- Wahibre-em-achet en andere Grieken. Landverhuizers in de Oudheid (2019), Utrecht: Omniboek, ISBN 9789401915847
- Xerxes in Griekenland. De mythische oorlog tussen Oost en West (2019), Utrecht: Omniboek, ISBN 9789401916509
- Bedrieglijk echt. Oude papyri, moderne controverses (2020), Utrecht: Omniboek, ISBN 9789401916783